# Íñigo de Velandia
Íñigo de Velandia (Miranda de Ebro, 1609 - Pamplona, 1684) foi Vice-rei de Navarra. Exerceu o vice-reinado de Navarra entre 1681 e 1684. Antes dele o cargo foi exercido por Antonio de Velasco y Ayala, Conde de Fuensalida. Seguiu-se-lhe Henrique Benavides.